# Proyecto de carbono

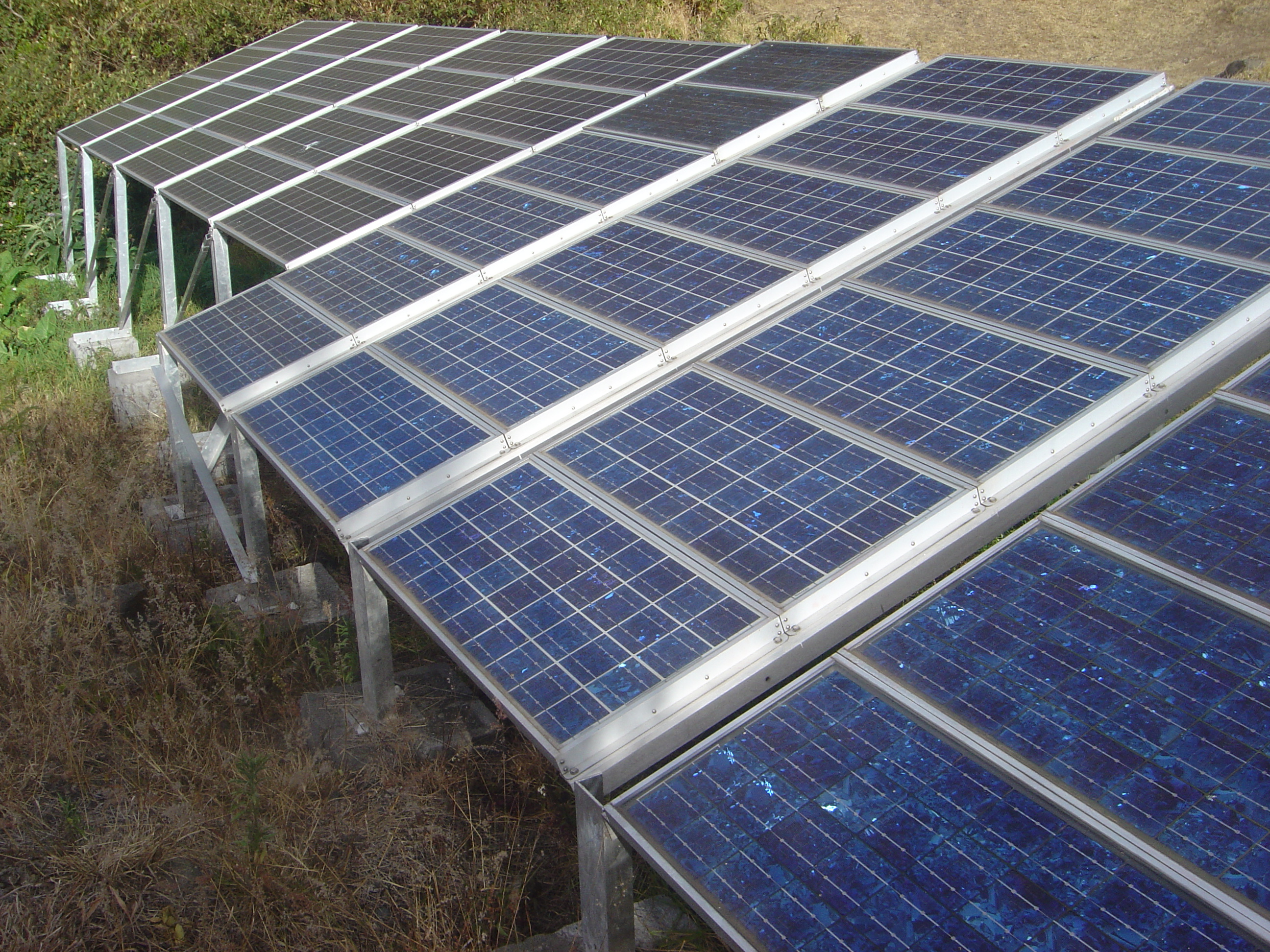
Paneles solares. Un ejemplo de proyecto de carbono es la sustitución de una central eléctrica de carbón por una solar fotovoltaica.

Un proyecto de carbono es una iniciativa empresarial que recibe financiación debido a la reducción de emisiones de gases de efecto invernadero (GEI) que supone. Para demostrar que el proyecto supondrá una reducción real, permanente y verificable, tienen que aportarse pruebas en la forma de un documento de diseño del proyecto e informes de actividad validados por un tercero. Si un primer interviniente es la empresa que promueve la iniciativa, y el segundo es la entidad financiera que proporciona la financiación, este tercero es una entidad de certificación reconocida.

## Razones para el desarrollo de proyectos de carbono
Los proyectos de carbono se desarrollan por razones de mayordomía (stewardship) medioambiental voluntaria, o en cumplimiento de las obligaciones de un programa de comercio de derechos de emisión. Quienes reducen sus emisiones pueden desear rentabilizar la disminución de su huella de carbono intercambiándola por una compensación monetaria. La transferencia de derechos de mayordomía medioambiental permitiría a la entidad a la que fueran transferidos reclamarlos como propios. Hay en marcha varios estándares voluntarios de reducción que los proyectos pueden utilizar como guías para su desarrollo.

## Protocolo de Kioto
Los proyectos de carbono cobran importancia creciente desde el advenimiento en 2005 del comercio de derechos de emisión bajo la fase I del Protocolo de Kioto. Pueden utilizarse estos proyectos si han sido validados por una entidad operacional designada (DOE por sus siglas en inglés) del Mecanismo de desarrollo limpio (CDM por sus siglas en inglés) según la Convención Marco de las Naciones Unidas sobre el Cambio Climático. Las reducciones de emisiones resultantes pueden convertirse en certificados de reducción de emisiones (CER por sus siglas en inglés) cuando una DOE ha emitido un informe de verificación que luego ha sido entregado al consejo ejecutivo del CDM.
Para la fase II del programa de comercio de emisiones de Kioto, este consejo ejecutivo puede validar nueva metodología de proyectos.

## Estados Unidos
En Estados Unidos se están desarrollando estándares similares a los del Protocolo de Kioto alrededor del California AB-32 y la Iniciativa Regional sobre Gases de Efecto Invernadero (RGGI por sus siglas en inglés). Los proyectos de compensación de emisiones (se consigue reducción, por ejemplo, sustituyendo una central eléctrica de carbón por una solar; se consigue compensación, por ejemplo, plantando un bosque en un terreno con muy poca vegetación) pueden ser de muchos tipos, pero solo los que han demostrado adicionalidad (es decir, que suponen un aumento significativo respecto a lo que habría pasado si no se hubieran llevado a cabo) tienen altas probabilidades de monetizarse en un futuro programa estadounidense de comercio de derechos de emisión.
Por ejemplo, el Proyecto de secuestro de carbono de Wood Valley recibe financiación de un consorcio montado por Verus Carbon Neutral que une a 17 tiendas y restaurantes del distrito comercial Virginia-Highland de Atlanta, a través de la Bolsa Climática de Chicago. Se financian así directamente miles de acres de bosque en la Georgia rural. Este consorcio consiguió que Virginia-Highland fuera la primera zona neutra en carbono de los Estados Unidos.

## Operación
Una entidad (por ejemplo una compañía eléctrica) cuyas emisiones están limitadas por un programa regulador tiene 3 opciones inmediatas para cumplir sus obligaciones si lo que debe emitir para realizar sus actividades supera esos límites. Primero, podría pagar una medida de conformidad alternativa o impuesto sobre el carbono, un pago por defecto fijado por el regulador. Esta elección es normalmente la menos atractiva debido a la posibilidad de cumplir comprando derechos de emisión en el mercado.
La segunda opción es adquirir créditos de carbono en el mercado. El comercio de emisiones desincentiva económicamente a quienes más contaminan e incentiva a quienes menos lo hacen. A medida que la generación de electricidad con combustibles fósiles se vuelve menos atractiva, resultará cada vez más caro para una empresa superar el límite de emisiones que se le ha fijado, por lo que las fuerzas de mercado propiciarán una reducción efectiva de las emisiones. Teóricamente el precio de los derechos de emisión subiría porque se pondrían menos a la venta mientras que su demanda continuaría constante (siempre que el consumo de energía siguiera creciendo). Ahora bien, esta teoría no tiene en cuenta que el aumento de la demanda energética puede satisfacerse con energía renovable, que no produce emisiones.
La tercera opción es invertir en un proyecto de carbono, que resultará en una reducción de emisiones que puede usarse para compensar el exceso de emisiones de la entidad citada. El desincentivo financiero para contaminar es el gasto de capital para desarrollar el proyecto o el coste de adquirir la compensación de emisiones al desarrollador del proyecto. En este caso el incentivo financiero iría al dueño del proyecto de carbono.
Por supuesto otra opción, pero no inmediata, es que la entidad cambie sus procesos, incorporando tecnología de bajas emisiones.

## Selección de proyectos
La parte más importante en el desarrollo de un proyecto de carbono consiste en establecer y documentar la adicionalidad del proyecto —que de otra manera no habría tenido lugar. Es también esencial documentar la medida y la metodología de verificación aplicadas, tal y como se describen en el documento de desarrollo del proyecto.
Desarrollar un proyecto de carbono es apropiado para proyectos de energía renovable, como eólica, solar, minihidráulica, biomasa o biogás. También se han desarrollado estos proyectos para una amplia variedad de otras reducciones de emisiones, como eficiencia energética o cambio de combustible, y de compensación de emisiones, como reforestación o captura y almacenamiento de carbono.

### En las noticias
- Moore, Tristana (8 de mayo de 2007). «Experts seek new climate change strategy». BBC. Artículo sobre la fase II post-Kioto

- Datos: Q3407273